# Zmicier Żyłunowicz
Zmicier Żyłunowicz (biał. Зміцер Хведаравіч Жылуновіч; ps. Ciszka Hartny; biał. Цішка Гартны; ur. 4 listopada 1887 w Kopylu, zm. 11 kwietnia 1937 w Mohylewie) – białoruski pisarz, poeta i działacz narodowy, premier Białoruskiej Socjalistycznej Republiki Radzieckiej w 1919.

## Życiorys
W 1905 wziął udział w rewolucji w Rosji. Później przez dwa lata uczył się w gimnazjum w rodzinnym mieście. W 1906 podjął pracę fizyczną (jako garbarz), jednak wkrótce odnalazł się w dziennikarstwie – redagował "Nową Niwę" (od 1908). Przed I wojną światową przez pewien czas przebywał w Petersburgu, gdzie nawiązał kontakty z lokalnymi bolszewikami skupionymi wokół "Prawdy". W 1913 wydał swoje pierwsze próby poetyckie w wydawnictwie "Zahladnie slonca i w nasze akonca" (tomik wierszy "Pieśni" pisany łacinką).
W 1917 wszedł w skład Białoruskiego Komisariatu Ludowego, w czerwcu 1917 objął przywództwo nad Białoruską Socjalistyczną Hramadą. W lutym 1918 reprezentował Białoruski Komisariat Ludowy przy rządzie RFSRR, na terenie Rosji redagował również gazetę "Dziańnica".
W październiku 1918 przyjął członkostwo w RKP(b), a z dniem 1 stycznia 1919 przyjął wyznaczoną mu przez rosyjskich bolszewików funkcję przewodniczącego Tymczasowego Rewolucyjnego Rządu Robotniczo-Włościańskiego powstałej właśnie Białoruskiej SRR. Ze względu na mało ortodoksyjne poglądy (dążył do nawiązania współpracy z lewicowym skrzydłem BRL, m.in. BPSR) już w lutym został aresztowany, jednak wypuszczono go szybko – przez parę miesięcy pracował jako politruk w Armii Czerwonej.
W 1920 wszedł w skład Centralnego Komitetu Wykonawczego BSRR (kolegialnej głowy państwa). Od 1927 do 1929 był zastępcą członka Komitetu Centralnego KP(b)B i WKP(b).
Redagował białoruskojęzyczne gazety "Sawieckaja Biełaruś" i "Połymia", wydawał swoje wiersze, nowele i opowiadania. W 1928 został profesorem Akademii Nauk Białoruskiej SRR.
W styczniu 1931 został wykluczony z WKP(b) na fali walki z tzw. białoruskim nacjonalizmem (nac-demami) – miał przewodniczyć fikcyjnej organizacji Związku Wyzwolenia Białorusi – i skazany na 10 lat łagru.
Po pięciu latach wypuszczony, jednak w 1936 znów aresztowany. Po roku pobytu w więzieniu przewieziony do szpitala psychiatrycznego w Mohylewie, gdzie według oficjalnych danych zmarł na gangrenę płuc po czterech dniach pobytu. Większość historyków przyjmuje tezę o samobójczej śmierci Żyłunowicza, niektórzy utrzymują, że padł ofiarą morderstwa.

## Upamiętnienie

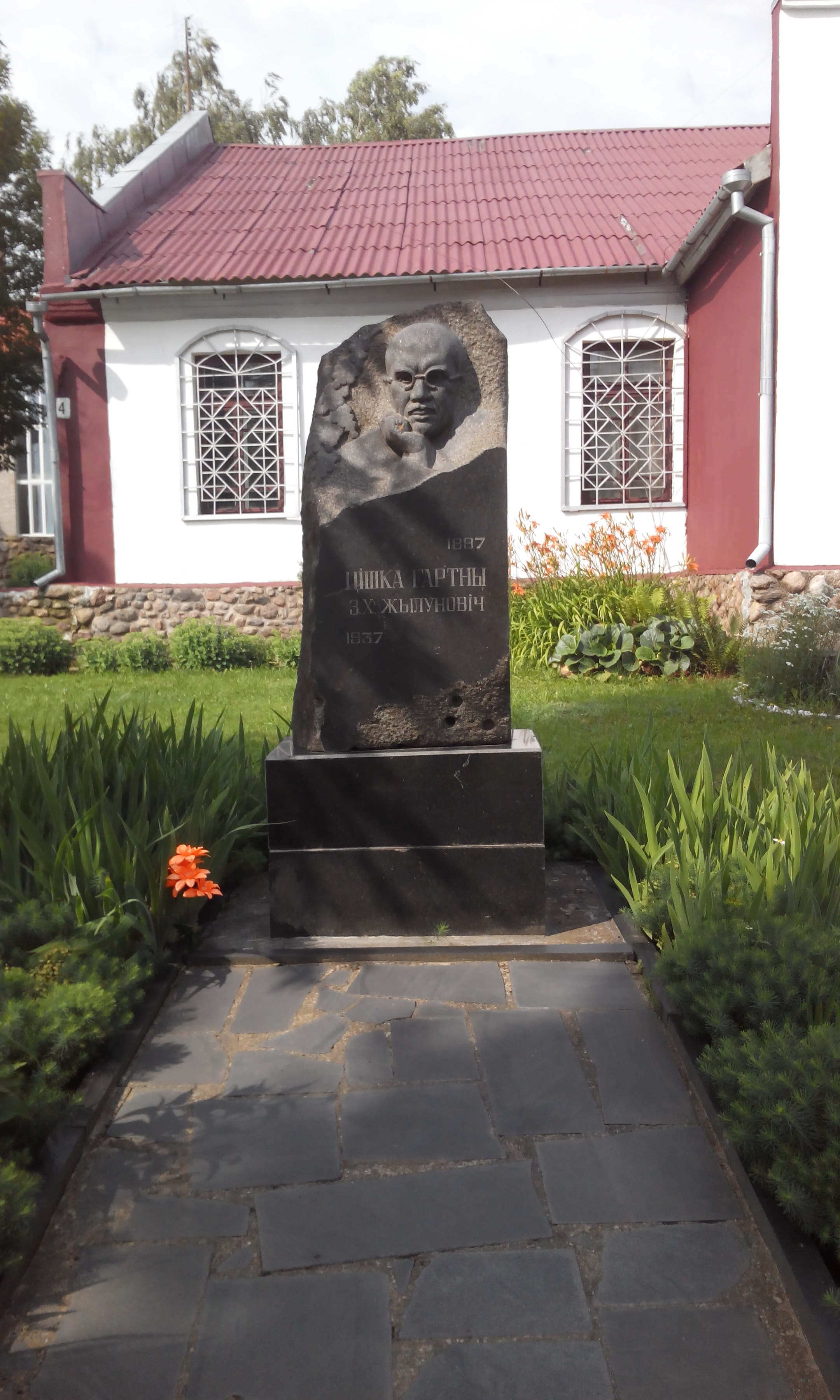
Pomnik Zmicieru Żyłunowiczu w pobliżu muzeum w Kopylu

Tablica pamiątkowa poświęcona Zmicierowi Żyłunowiczowi znajduje się na ścianie domu, w którym się urodził, na ul. Żyłunowicza 39 w Kopylu. Została umieszczona w 1995 roku z inicjatywy administracji rejonu kopylskiego. Znajduje się na niej napis w języku białoruskim: U hetym domie naradziusia wiadomy piśmiennik i hramadska-palityczny dziejacz, starszynia rewalucyjnaha rabocza-sialanskaha urada Biełarusi 1919 h. / Ciszka Hartny (Z. H. Żyłunowicz) 1887–1937 (pol. W tym domu urodził się znany pisarz i działacz społeczno-polityczny, przewodniczący rewolucyjnego robotniczo-chłopskiego rządu Białorusi 1919 r. / Ciszka Hartny (Z. H. Żyłunowicz) 1887–1937).

## Publikacje
- "Pieśni" (Sankt Petersburg 1913)
- "Uzhorki i niziny" (zb. publicystyki, Mińsk 1928)
- "Homan zarnic" (proza, opowiadania, Mińsk 1932)
- "Pierahudy" (nowela, [Mińsk 1935)